# Petrophassa albipennis
La paloma alirrufa blanca o paloma roquera aliblanca (Petrophassa albipennis) es una especie de ave en la familia Columbidae.
Es endémica de Australia, donde habita en las regiones rocosas del noreste del país en Kimberley y sectores adyacentes del Territorio del Norte.